# Helen Fairbrother
Helen Fairbrother é uma modelo britânica que venceu o concurso de Miss Internacional 1986.
Ela foi a terceira de seu país a levar esta coroa. 

## Participação em concursos de beleza

### Miss International 1986
Em 31 de agosto de 1986, em Nagasaki, Japão, Helen venceu outras 45 concorrentes e levou a coroa de Miss Internacional 1986.

### Miss Reino Unido 1987
Helen participou do Miss Reino Unido 1987 como Miss Swindon, tendo ficado em 3º lugar. 

## Vida pós-concursos
Depois de coroar sua sucessora, no final dos anos 1980 e nos anos 1990, Helen trabalhou como modelo, inclusive para eventos famosos como o Chelsea Flower Show. Também participou de eventos como o Royal Ascot e de festas de celebridades.   